# Hitlerjugend
Hitlerjugend (tyskt uttal: [ˈhɪtlɐˌjuːɡn̩t]
 ( lyssna)), ofta förkortat HJ, var en nazistisk ungdomsorganisation i Nazityskland mellan 1926 och 1945.

## Syfte
Organisationen blev vid sidan av skolan ett medel för nazisterna att vinna ungdomen för sina ideal, fostra anhängare till partiet och förbereda dem för krigets värv. En av de främsta anledningarna till att unga pojkar gick med i Hitlerjugend var att de skulle få gedigen utbildning och att de skulle bilda familj och skaffa många barn, vilka sedan skulle bli soldater som kämpade för Nazityskland.

## Samling
Utom Hitlerjugend i egentlig mening, som omfattade manlig ungdom i åldrarna 14–18 år, hörde till organisationen Bund Deutscher Mädel (kvinnlig ungdom 14–18 år), Glaube und Schönheit (kvinnlig ungdom 19–21 år) samt Deutsche Jungvolk och Deutsche Jungmädel för pojkar respektive flickor under 14 år. Baldur von Schirach (1931–1940) och Arthur Axmann (1940–1945) var ledare för Hitlerjugend.

## Medlemskap
Medlemskap i Hitlerjugend var formellt sett frivilligt även efter partiets maktövertagande 1933, men nästan ett "måste" för att senare kunna söka högre utbildning. Det var sedan 1936 lagstadgat för alla ariska tyska ungdomar (Gesetz über die Hitlerjugend). Från 1939 förstärktes obligatoriet genom införandet av en nationell "ungdomstjänsteplikt" (Jugenddienstpflicht), där föräldrarätten upphävdes. Från och med nu tillhörde de flesta tyska ungdomar Hitlerjugend. År 1940 inskärptes tjänsteplikten genom förordningen om skydd för ungdomen (Zum Schutz der Jugend).

## Pansarstyrka
Hitlerjugend var även namnet på en pansardivision inom Waffen-SS, 12. SS-Panzer-Division Hitlerjugend. Divisionen bildades 1943 med hjälp av personal från en annan högre division i Waffen-SS, Leibstandarte Adolf Hitler. Divisionen stred i Normandie och under Ardenneroffensiven samt i Ungern 1945. Divisionens soldater har beskrivits som mycket uppoffrande, skickliga och nästan fanatiska, särskilt under striderna i Normandie.

## Nynazism
Hitlerjugend fick en nynazistisk efterföljare i Wiking-Jugend.

## Uniform, grader och gradbeteckningar
Ungdomar
| - 1 Hitlerjunge - 2 Rottenführer - 3 Oberrottenführer | - 4 Kameradschaftsführer - 5 Oberkameradschaftsführer - 6 Scharführer | - 7 Oberscharführer - 8 Gefolgschaftsführer - 9 Obergefolgschaftsführer | - 10 Hauptgefolgschaftsführer - 11 Stammführer - 12 Oberstammführer |

Vuxna ledare
| - 13 Bannführer - 14 Oberbannführer - 15 Hauptbannführer - 16 Gebietsführer | - 17 Obergebietsführer - 18 Stabsführer der Reichsjugendführung - 19 Reichsjugendführer |

## Bilder

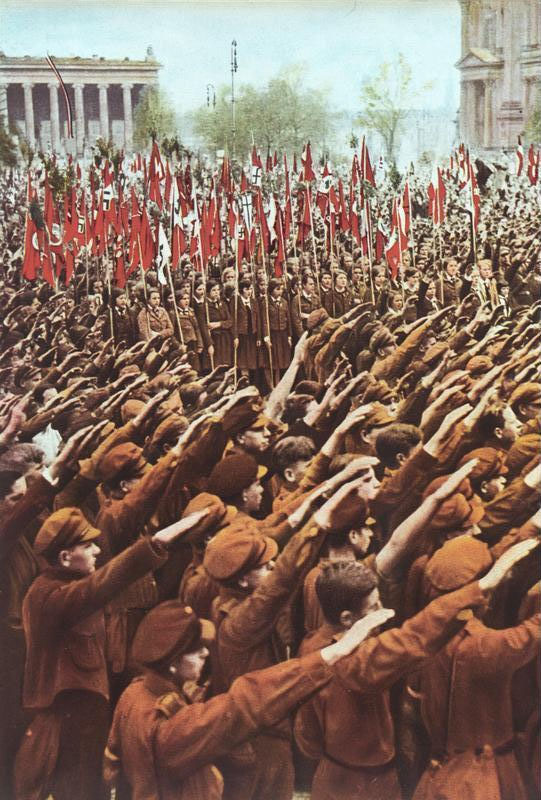
Hitlerjugend i Berlin 1933.
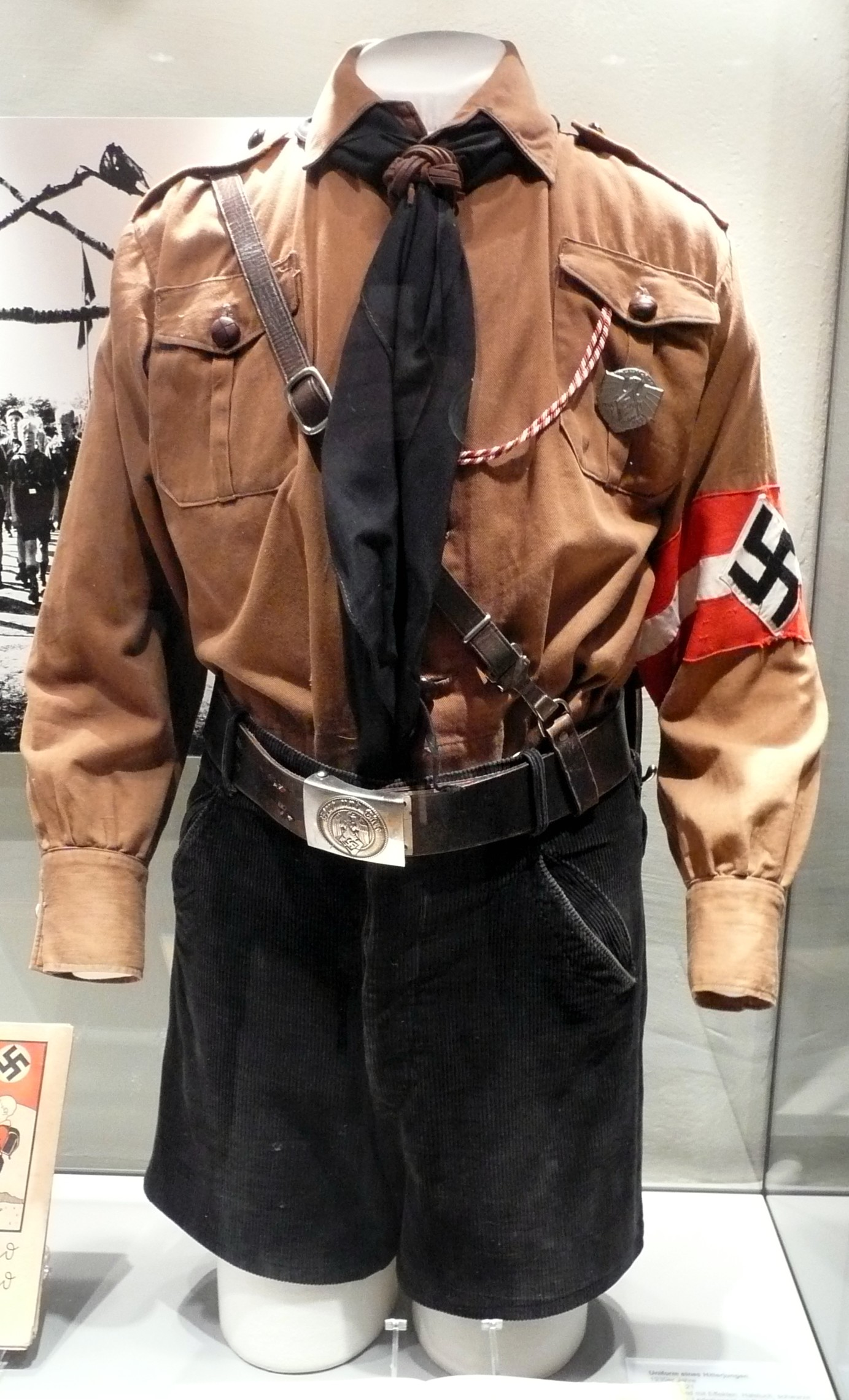
Uniform för Hitlerjungend.